# Dietmar von Reeken

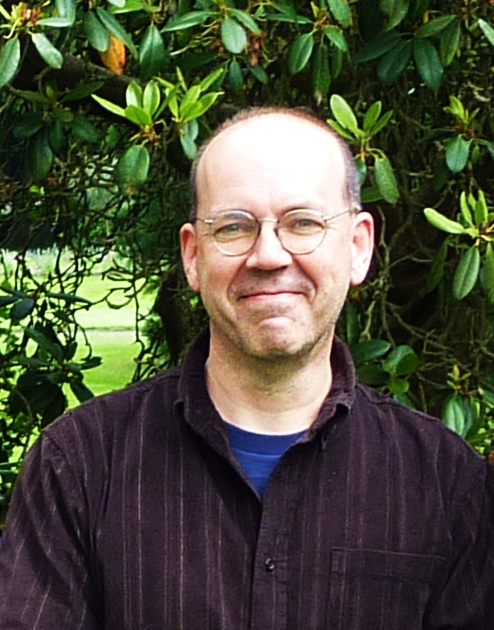
Dietmar von Reeken (2011)

Dietmar von Reeken (* 9. Oktober 1959 als Dietmar Jörchel in Wilhelmshaven) ist ein deutscher Geschichtsdidaktiker und seit 2004 Professor für Geschichtsdidaktik mit den Schwerpunkten Geschichtsunterricht und Geschichtskultur an der Carl von Ossietzky Universität Oldenburg.

## Werdegang
Dietmar von Reeken studierte 1980 bis 1985 Geschichte, evangelische Religionslehre, Pädagogik und Soziologie an den Universitäten in Münster und Oldenburg und absolvierte 1988 bis 1990 sein Referendariat am Studienseminar in Celle. 1989 wurde er im Fach Geschichte an der Carl von Ossietzky Universität Oldenburg promoviert und war anschließend wissenschaftlicher Assistent an der Universität Bielefeld. Die Habilitation folgte 1998 an der Universität in Oldenburg im Fach Neuere Geschichte und Didaktik der Geschichte. 2001 wurde er Professor für Didaktik des Sachunterrichts am Zentrum für Lehrerbildung der Universität Bielefeld und 2004 folgte er einem Ruf an die Universität Oldenburg.
Dietmar von Reeken ist Autor und Herausgeber einer größeren Anzahl von Veröffentlichungen mit für den Schulunterricht aufbereiteten Geschichtsthemen und unterrichtsdidaktischen Inhalten, beschäftigte sich aber auch detailliert mit speziellen Themen bremischer Geschichte und ostfriesischer Geschichte.

## Veröffentlichungen (Auswahl)
- (Herausgeber): Ende der Weimarer Republik. (= Geschichte lernen, Heft 127). Friedrich-Verlag, Seelze / Klett, Stuttgart 2009.
- Kurshefte Geschichte: Deutschland nach 1945 (Schülerbuch). Cornelsen, Berlin 2009, ISBN 978-3-060642427.
- Historisches Lernen im Sachunterricht. Eine Einführung mit Tipps für den Unterricht. (= Dimensionen des Sachunterrichts, Band 2).  2., erweiterte und aktualisierte Auflage, Schneider Verlag Hohengehren, Baltmannsweiler 2004, ISBN 3-89676-838-7.
- Politisches Lernen im Sachunterricht. Didaktische Grundlegungen und unterrichtspraktische Hinweise. (= Dimensionen des Sachunterrichts, Band 1). Schneider Verlag Hohengehren, Baltmannsweiler 2001, ISBN 3-89676-446-2.
- Von der „Gotteskiste“ zur sozialen Fürsorge. 475 Jahre Liebfrauendiakonie in Bremen. Edition Temmen, Bremen 2000, ISBN 3-86108-639-5.
- Lahusen – Eine Bremer Unternehmerdynastie 1816–1933. Edition Temmen, Bremen 1996, ISBN 978-3861082736.
- Ostfriesland zwischen Weimar und Bonn. Eine Fallstudie zum Problem der historischen Kontinuität am Beispiel der Städte Aurich und Emden. Lax, Hildesheim 1991 (= Veröffentlichungen der Historischen Kommission für Niedersachsen und Bremen. Quellen und Untersuchungen zur Geschichte Niedersachsens nach 1945, Band 7), ISBN 3-7848-3057-9 (zugleich: Dissertation, Universität Oldenburg, 1989).